# カーボンナノホーン

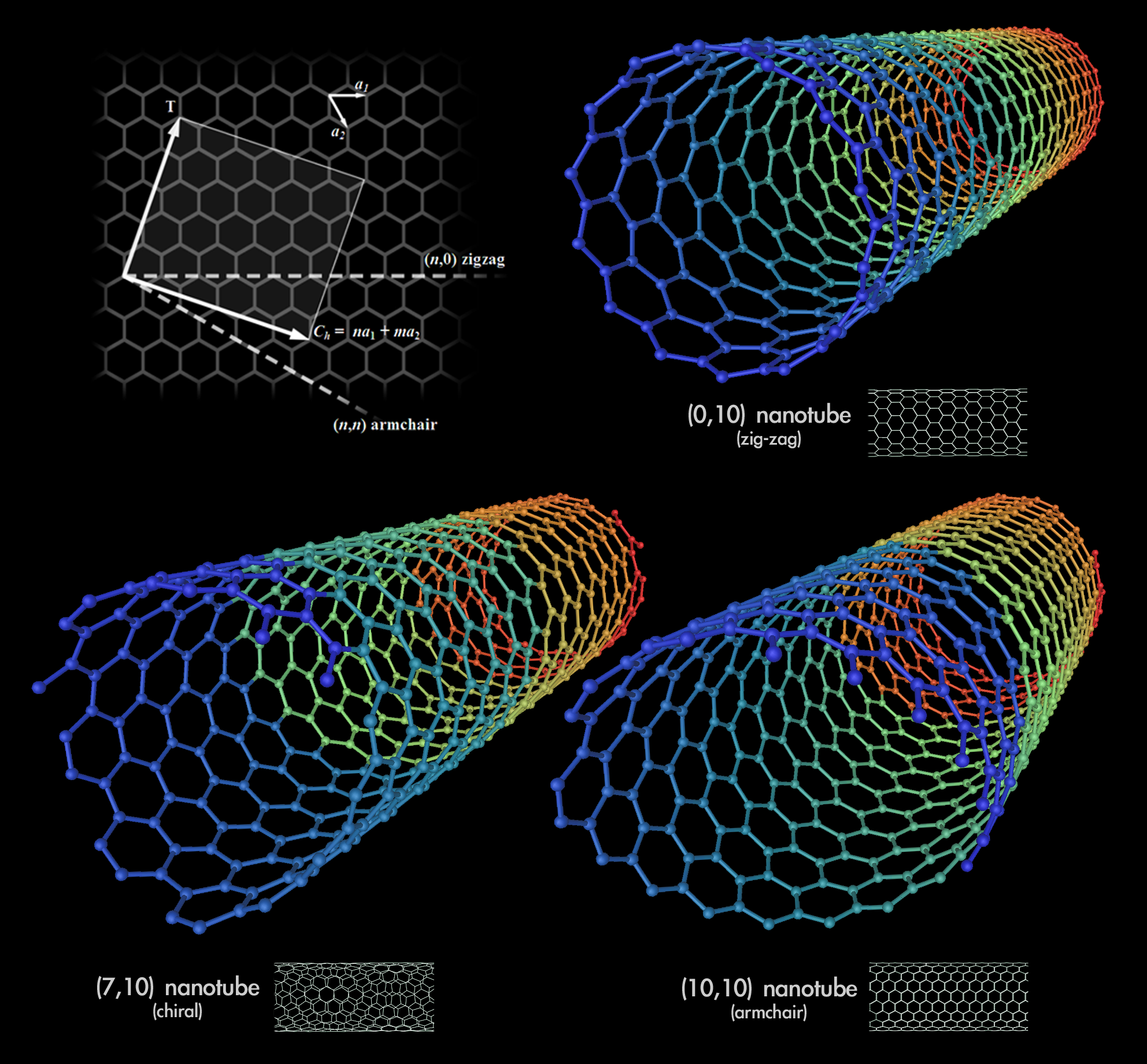
カーボンナノチューブ（参考）。左上はグラフェン構造。

カーボンナノホーン（carbon nanohorn）は、炭素の同素体の1つ。ナノカーボンの一種で、グラフェン（グラファイトシート）を円錐形に丸めた構造をしている。
CNHと略す。ナノホーンと略すこともある。
グラフェンを円筒形に曲げた構造のカーボンナノチューブ (CNT) に似ており、後述するように実際には部分的にCNT構造を取るため、CNTに含められることもある。

## 発見
1998年、NECの飯島澄男らが発見した。飯島はCNTの発見者でもある。

## 構造

### モデル的な構造
円錐部分は六員環からなり、平面のグラフェン構造を曲げた構造をなす。頂点には5つの五員環が互いの間に六員環を挟んで存在し、直径2～3 nmのフラーレン構造の一部をなす。
頂点の五員環の数は、幾何学的には1つ～5つのいずれでも円錐形を作ることができるが、実際に得られるのは5つのものである。これに対し、CNTの端の五員環は（片方で）6つ、フラーレンの五員環は12である。

### 実際の構造

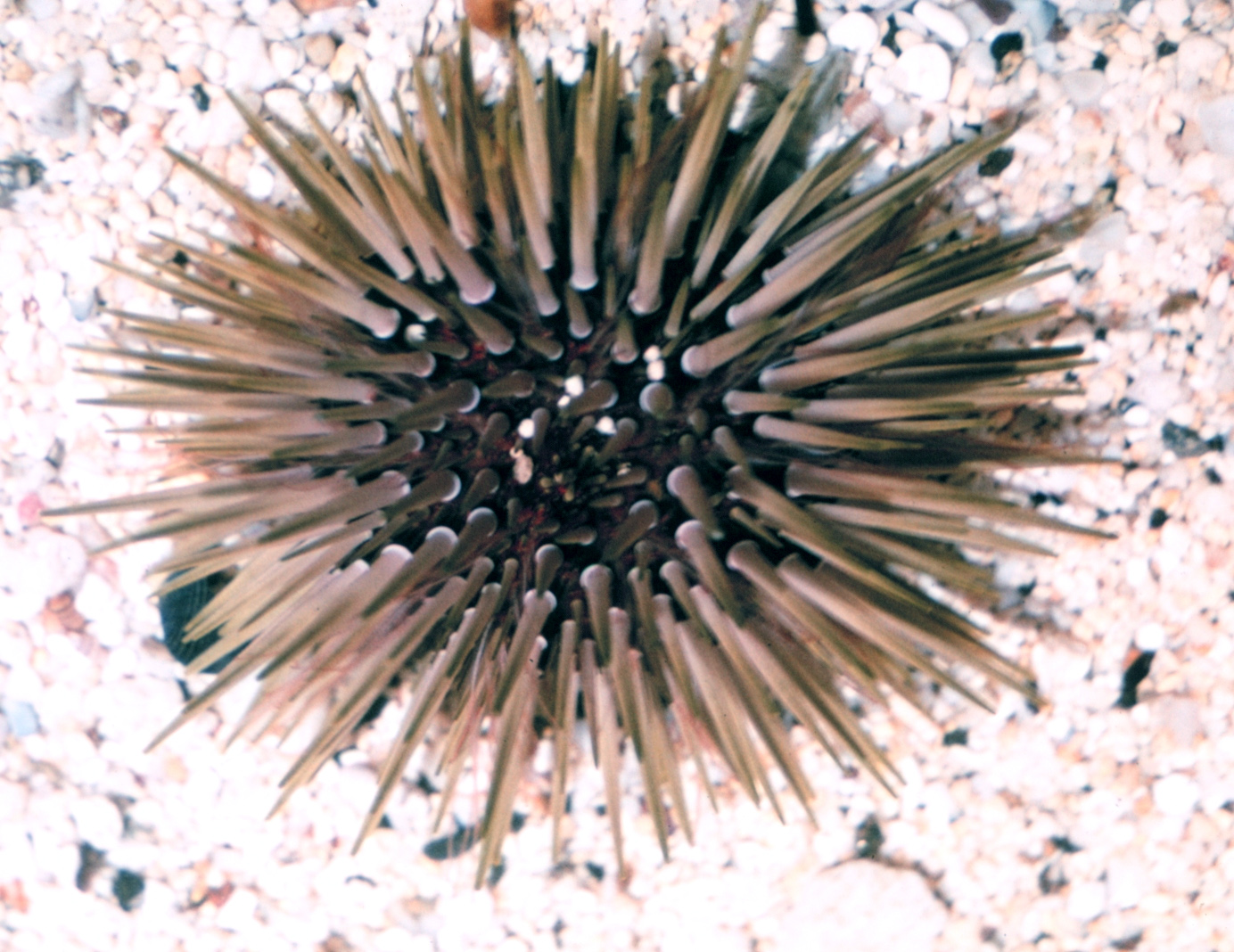
ウニ

実際のカーボンナノホーンは、特殊な形状で得られる。
多数のカーボンナノホーンが頂点を外側に向けて集まった、直径100 nm前後の集合体（カーボンナノホーン粒子）として得られる。この形はしばしばウニに例えられる。
各々のカーボンナノホーンは、ある程度広がると、五員環により内側へと曲がり、5 nm前後の、CNTと同じ円筒構造に移行する。そのため実際は、カーボンナノホーンで端を閉じられたCNTだと言える。なお、（CNTと同様に）円錐・円筒部分にも多少の五員環や七員環が存在し、不規則に曲がったり凸凹したりしている。

## 製法
レーザー剥離法で製造される。
室温・常圧のアルゴンガス中で、純度100%のグラファイトに、波長10.6 μmの二酸化炭素レーザーをパルス照射する。
CNTより条件が易しく、大量生産が容易である。

## 利用
質量あたり表面積が極めて高いため、吸着剤、触媒担持体として高い能力を持つ。燃料電池の電極材料やガス吸蔵材として実用化に最も近いナノカーボンとして注目されている。